# Imposition forfaitaire annuelle
Pour les articles homonymes, voir IFA.
L'imposition forfaitaire annuelle (abrégé en IFA dans cet article) est un impôt payé par les sociétés françaises soumises au régime de l'impôt sur les sociétés (IS). Il a été institué par la loi n° 73-1150 du 27 décembre 1973.
Anciennement, il a permis d'imposer les sociétés échappant, par l'absence de bénéfices, au paiement de l'impôt sur les sociétés, et elles seules. Il a par la suite été étendu à toutes. Sa suppression totale annoncée pour 2011 par Nicolas Sarkozy a finalement été reportée à 2014. L'IFA a été supprimé le 1er janvier 2014.

## Champ d'application
Sont concernées toutes les personnes morales de droit français et soumises à l'impôt sur les sociétés. Certaines exemptions temporaires existent : sociétés nouvelles dont le capital est constitué pour la moitié au moins d'apports en numéraire (les 3 premières années), certains organismes à but non lucratif, etc.

## Historique
Avant 2006 le montant de l'imposition forfaitaire annuelle pouvait être imputé sur le montant de l'impôt sur les sociétés dû pour l'année en cours ou celui des deux années suivantes.

### Introduction de la déductibilité de l'IFA pour le calcul de l'IS en 2006
À compter de 2006, l'IFA est une charge déductible fiscalement et ne s'impute plus sur le montant de l'IS dû. Cette disposition est inscrite dans la loi de finance pour 2005 qui supprime l'article 220-A du Code général des impôts.

### Annonce de la suppression progressive de l'IFA en 2008
Le projet de loi de finances pour 2009 prévoit la suppression de l'IFA en trois étapes :
1. Au 1er janvier 2009 pour les entreprises avec moins de 1,5 million de chiffre d'affaires
2. Au 1er janvier 2010 pour les entreprises avec moins de 15 millions de chiffre d'affaires
3. Au 1er janvier 2011 pour toutes les entreprises.

Le coût (en termes de pertes de recettes fiscales) du premier volet de cette mesure est estimé à 336 millions d'euros pour l'année 2009.

### Report de la suppression en 2010
La loi reporte de trois ans, soit en 2014, la suppression de l'imposition forfaitaire annuelle (IFA). Restent donc redevables jusqu'en 2013 les entreprises qui réalisent un chiffre d'affaires hors taxes, majoré des produits financiers, supérieur ou égal à 15 000 000 € au titre du dernier exercice clos avant le 1er janvier de l'année d'exigibilité de l'imposition. Ces entreprises devront donc continuer d'acquitter cette imposition le 15 mars de chacune des années 2011, 2012 et 2013.

## Application
Contrairement à l'IS, l'IFA est dû quels que soient les bénéfices (ou pertes) de l'entreprise : son montant est indexé sur le chiffre d'affaires. Cet impôt sera supprimé pour les PME à partir de 2011.
| Chiffre d'affaires HT du dernier exercice clos majoré des produits financiers | Montant de l'IFA |
| ----------------------------------------------------------------------------- | ---------------- |
| Inférieur à 15 000 000 €                                                      | 0                |
| Compris entre 15 000 000 € et 75 000 000 €                                    | 20 500 €         |
| Compris entre 75 000 000 € et 500 000 000 €                                   | 32 750 €         |
| Supérieur à 500 000 000 €                                                     | 110 000 €        |

### Paiement
Il a lieu de manière spontanée par les entreprises les 15 mars de chaque année.